# 凯尔卡什卡波尔瑙
凯尔卡什卡波尔瑙，是匈牙利沃什州所辖的一个村，总面积9.20平方公里，总人口98，人口密度10.7人/平方公里（2010年1月1日）。